# 多白乡
多白乡（藏語：མདོ་སྤེ་），是中华人民共和国西藏自治区日喀则市昂仁县下辖的一个乡镇级行政单位。

## 行政区划
多白乡下辖以下地区：
查村、日果村、玛措村、仁青顶村、荣夏村、荣奴村、亚多村、宁嘎村、拉定村、谢村、多白村、德夏村、叶村、措布龙村、仁青林村、玛多村、楚龙村和赤克村。